# Girondisten
Die Girondisten (französisch Girondins) waren die Mitglieder einer Gruppe von Abgeordneten hauptsächlich aus dem Süden Frankreichs während der Französischen Revolution, die zum ersten Mal am 1. Oktober 1791 in der Gesetzgebenden Nationalversammlung (Assemblée nationale législative) in Erscheinung trat. Ihre Anhänger gehörten zum gehobenen Bürgertum. Die Girondisten trugen ihren Namen nach dem Département Gironde mit der Hauptstadt Bordeaux, aus dem viele der Abgeordneten stammten.
In der gesetzgebenden Nationalversammlung fanden sie Mehrheiten für die Kriegserklärung an Österreich, die Abschaffung der Monarchie und mehr Unabhängigkeit in Frankreich. Im Konvent verloren sie allmählich ihre Macht an die Montagnards. Der Aufstand der Sansculotten 1793 führte zur Verhaftung und Hinrichtung führender Girondisten.

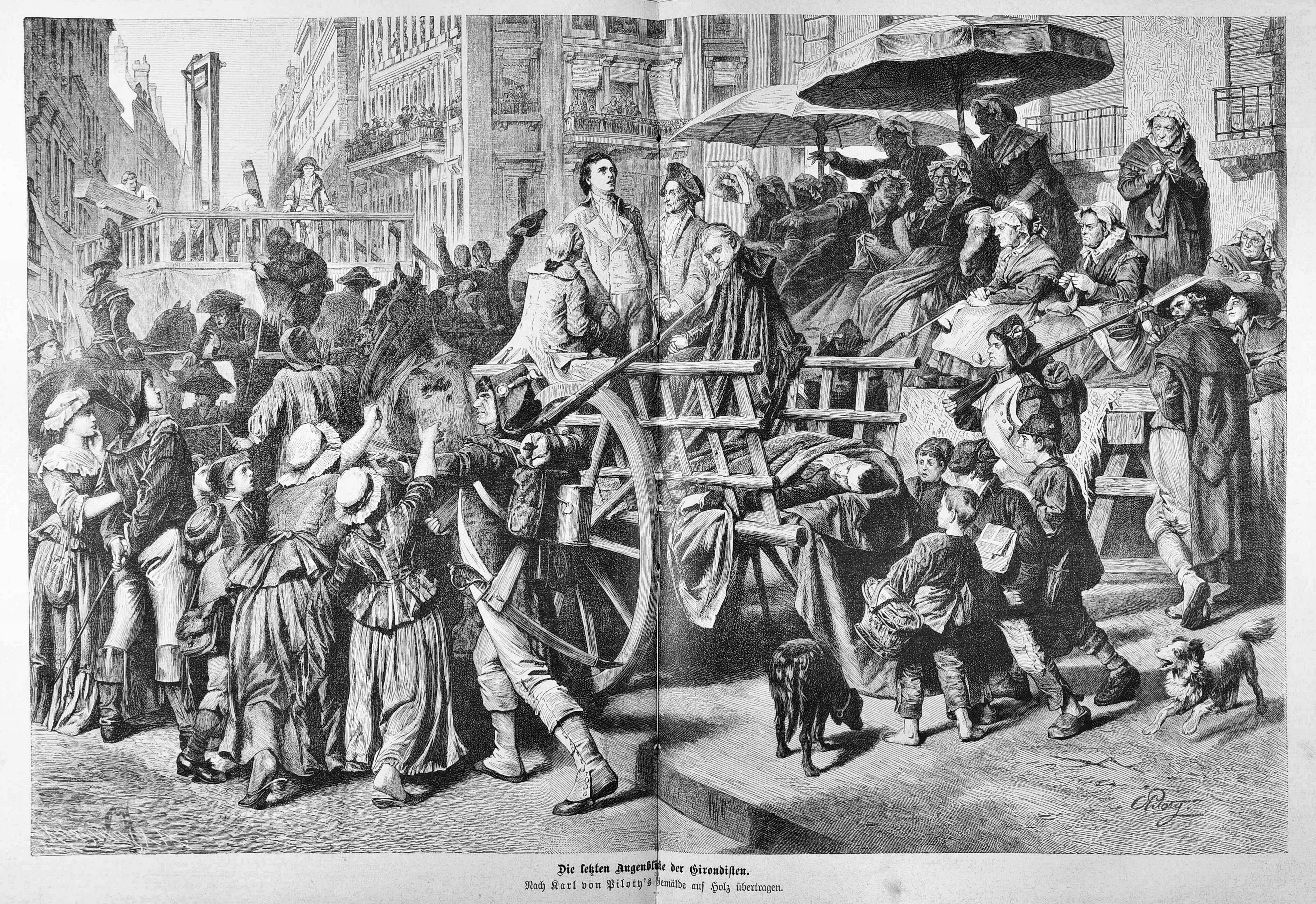
Die letzten Augenblicke der Girondisten. Nach Karl von Piloty’s Gemälde auf Holz übertragen. (Die Gartenlaube, 1880)

## Zeittafel
| 1791 | 1. Oktober      | Eröffnungssitzung der Legislative                                                                         |
| 1792 | Januar–März     | Unruhen in Paris und auf dem Land wegen Versorgungsschwierigkeiten und Teuerung                           |
| 1792 | 15. März        | Berufung von girondistischen Ministern (Roland, Claviere) durch den König (Erstes Kabinett der Gironde)   |
| 1792 | 20. April       | Kriegserklärung Frankreichs an Österreich                                                                 |
| 1792 | Mai             | Rückschläge der französischen Truppen                                                                     |
| 1792 | 12. Juni        | Entlassung der girondistischen Minister                                                                   |
| 1792 | 20. Juni        | Massendemonstration gegen den König in den Tuilerien                                                      |
| 1792 | 10. August      | Erstürmung der Tuilerien. Die königliche Familie im Temple gefangengesetzt (Zweites Kabinett der Gironde) |
| 1792 | 2.–6. September | Septembermorde in den Pariser Gefängnissen                                                                |
| 1792 | 20. September   | Auflösung der Legislative                                                                                 |
| 1792 | 21. September   | Zusammentritt des Konvents. Abschaffung der Monarchie und Errichtung einer Republik                       |
| 1792 | 10. Oktober     | Brissot aus dem Jakobinerklub ausgeschlossen. Trennung der Girondisten von den übrigen Jakobinern         |
| 1793 | 21. Januar      | Hinrichtung Ludwigs XVI.                                                                                  |
| 1793 | 10. März        | Errichtung des Pariser Revolutionstribunals                                                               |
| 1793 | 11. März        | Beginn des Aufstands der Vendée                                                                           |
| 1793 | 31. Mai–2. Juni | Aufstand der Pariser Sansculotten. Verhaftung führender Girondisten                                       |
| 1793 | 6. Juni         | Antijakobinische Aufstände in den Großstädten der Provinz                                                 |
| 1793 | 21. Juni        | Mit Lebrun wird der letzte girondistische Minister entlassen                                              |
| 1793 | 17. September   | Gesetz über die Verdächtigen. Beginn der Terreur                                                          |
| 1793 | 31. Oktober     | Hinrichtung führender Girondisten                                                                         |
| 1793 | 8. November     | Hinrichtung von Madame Roland                                                                             |

## Name
In der Legislative wurden die Girondisten Brissotins genannt – nach Jacques Pierre Brissot, einer ihrer führenden Persönlichkeiten – oder die Bordeaux-Gruppe. Im Konvent nannte man die Bordeaux-Gruppe Girondisten. Man unterschied sie bis zum Schluss von der Gruppe um Brissot. Beide zusammen nannte man unter anderem auch Rolandisten, nach dem von ihnen gestellten Minister Jean-Marie Roland de La Platière und vor allem auch nach Madame Roland; sie und ihr Salon waren der Mittelpunkt der Girondins in Paris. Robespierre gebrauchte für sie den Begriff „la faction“ (Clique, Klüngel).
Die Bezeichnung Girondisten als Sammelname wurde erst von der Geschichtsschreibung eingeführt und durch die Histoire des Girondins von Alphonse de Lamartine populär.
Auch im Konvent gab es noch keine Parteien im heutigen Sinn, keine organisierten Gruppen. Jacques-Antoine Dulaure beschreibt sie im Thermomètre du jour (1791–1793) als „noch unstabile Vereinigungen von Männern“. Er erwähnt zwar die Montagne am äußersten linken Rand der Versammlung, aber nicht die Gironde. Jean-Nicolas Billaud-Varenne prangert 1793 im Prozess gegen die Girondisten nicht die Gironde an, sondern die „Anführer der rechten Seite“.

## Herkunft
Die Girondisten waren in bestimmten Regionen stark vertreten, sowohl in sehr armen Départements (Hautes-Alpes) wie auch in wohlhabenden (Gironde). Insgesamt gesehen kamen sie aus dem Süden und Westen Frankreichs, in dem die großen Hafenstädte eine bedeutende Rolle spielten, aus dem Gebiet des späteren föderalistischen Aufstands.
Unter den im Allgemeinen sehr jungen Abgeordneten in der Legislative und im Konvent waren die Girondisten im Durchschnitt etwas älter als ihre Kollegen. Eine sorgfältige Überprüfung ergab: Girondisten und Montagnards hatten überwiegend die gleichen Interessen. In beiden Gruppierungen gab es Adlige, und sowohl Girondisten als auch Montagnards hatten Nationalgüter gekauft. Die Führungskräfte der beiden Lager verfügten über höhere Einnahmen als ihre Anhänger. Die Personen aus dem inneren Kreis der Girondisten waren etwas städtischer und etwas enger dem Großhandel und der Manufaktur verbunden als ihre Kontrahenten von der Bergpartei. Die jeweiligen Sympathisanten lebten eher in bescheidenen Verhältnissen und kamen aus einem homogenen intellektuellen Kleinbürgertum. Die Anhängerschaft der beiden Gruppierungen gehörte also demselben sozialen Milieu an.

## Innerer Kreis und Sympathisanten
Streng genommen darf man nur die Abgeordneten der Legislative aus der Gironde als Girondisten bezeichnen: Ducos (1765–1793), Gensonné, Grangeneuve, Guadet, Vergniaud – junge Anwälte und Kaufleute, die den Jakobinerklub von Bordeaux gegründet hatten. Gensonné verband sich mit Dumouriez, Guadet und Gensonné mit dem Haus Roland und alle zusammen über das Thema Sklaverei mit Jacques Pierre Brissot. Bald stießen Barbaroux und seine Marseiller Genossen zu dieser kleinen Gruppe. Die Männer trafen sich in den Salons von Madame Dodun (Vergniaud und seine Freunde) und von Madame Roland (die Brissotins). Anders als z. B. die Cordeliers, die jedem offen standen, kamen in die luxuriösen Salons der Damen nur ausgesuchte Persönlichkeiten. Dies hat zum Ruf der Girondisten als Ränkeschmiede, Heimlichtuer und Taktiker beigetragen. Sie trafen sich auch in dem 1792 gegründeten Club de la Réunion; und im Haus von Madame Valazé versammelte sich das Comité Valazé zu Absprachen und Vorbesprechungen für die Sitzungen der Nationalversammlung.
Auf Grund ihrer persönlichen Beziehungen zu Brissot zählt man etwa 60 Girondisten zum inneren Kreis. Sie hatten die Fähigkeit, andere mitzureißen, und waren individualistischer als ihre Anhängerschaft. In ihrem Abstimmungsverhalten war die kleine Gruppe gespaltener als der größere Kreis der Sympathisanten, der bei den namentlichen Abstimmungen, beispielsweise im Prozess gegen den König, auch eher zur Milde neigte.
Bei den entscheidenden Anlässen fehlte den Brissotins, Girondisten, Rolandisten Geschlossenheit. Erst die Schreckensherrschaft 1793 schuf eine geschlossene Gruppe. 29 Girondisten waren es, die der Konvent nach dem Volksaufstand vom 2. Juni als Abgeordnete factieux (aufrührerisch) ausschloss. 46 Girondisten werden dann in der Anklage vor dem Volkstribunal genannt. Wenn man zu diesen 46 „Aufrührern“ diejenigen hinzuzählt, die gegen den Gewaltakt des 2. Juni auf irgendeine Weise protestiert hatten, kommt man auf 140 Girondisten.

## Politik
In der Legislative hatten die Gruppierungen der künftigen Girondisten und der künftigen Montagnards gemeinsam die Politik der Feuillants bekämpft und versucht, die Autorität des Königs zu beschneiden. Im Konvent kam es dann zu Konflikten zwischen den beiden Gruppen. In der Vergangenheit hat man die Ursachen für diesen Konflikt in sozialen, ökonomischen, generationsspezifischen und ideologischen Unterschieden gesucht. Heute leitet man die Spaltung des revolutionären Lagers von entstandenen Machtkämpfen ab.
Neben dem Vorwurf der Bildung einer faction beschränken sich die Anklagepunkte des von der Montagne angestrengten Prozesses vor dem Revolutionstribunal auf Royalismus und Föderalismus.
Die Geschichtsschreibung fügte drei weitere Vorwürfe hinzu: unreflektierten Gebrauch der revolutionären Gewalt, leichtfertige Kriegshetze und sozialen Egoismus. Den ersten Vorwurf begründet Edgar Quinet: Durch die Unterstützung des Volksaufstands vom 20. Juni 1792 haben die Girondisten die erste Verletzung des Rechts der Volksvertretung gebilligt. Zum zweiten Vorwurf schreiben Jean Jaurès und Albert Sorel: Die Girondisten wollten durch den Krieg vor allem ihre persönliche Macht sicherstellen und nicht den Sieg der Revolution. Der Krieg war überflüssig, und die Girondisten waren unfähig, ihn zu führen. Sie begriffen nicht, dass sie durch den Krieg ihr Schicksal leichtfertig mit dem Waffenglück verknüpften. Zum dritten Vorwurf meint Albert Mathiez: Der Kampf zwischen Girondisten und Montagnards war ein versteckter Klassenkampf. Die Girondisten wollten die Revolution beenden, um ihre Interessen zu wahren und ihr Eigentum zu verteidigen.
Jules Michelet vermisst bei den Girondisten „das göttliche Feuer der Revolution“. „Ihr Brissot ist ein prätentiöser Geist […], ein Mann von Tricks und Hirngespinsten; ihr Vergniaud ein zerstreuter Schöngeist […]“, urteilt Mona Ozouf.

### Royalismus
Der Kampf mit den Feuillants hatte die Girondisten als Gegner der konstitutionellen Monarchie ausgewiesen, aber der Krieg zwang sie zum Einvernehmen mit den Anhängern Lafayettes und mit Narbonne, der seit Dezember 1791 Kriegsminister war. So handelten sie sich den Vorwurf des Royalismus ein, der durch ihre Regierungsbeteiligung im April 1792 (Clavière, Roland und später Servan) genährt wurde. Nach den ersten militärischen Rückschlägen im Mai 1792 und der Entlassung der girondistischen Minister durch den König im Juni nahmen sie mit der Unterstützung der Massendemonstration am 20. Juni ihre Politik der Einschüchterung des Königs wieder auf, um dann aber bald aufs Neue mit dem Hof um die Rückkehr in ihre Ämter zu verhandeln. Der 10. August brachte sie unter anderen Verhältnissen ins Ministerium zurück. Dies ließ den Verdacht des Royalismus nicht verstummen, und ihre Hinhaltemanöver im Prozess gegen den König schienen ihn zu bestätigen.

### Föderalismus
Bis zu ihrem Ende haben die Girondisten an die Souveränität des Konvents und an die Einheit der Republik geglaubt. Der gescheiterte Verfassungsentwurf Condorcets war in keiner Weise föderalistisch. Nur Buzot hegte Sympathien für das amerikanische Modell.
In ihrem Hass auf die Kommune forderten sie die Rückeroberung der revolutionären Pariser Sektionen. Am 18. Mai prangerte Guadet im Konvent die Pariser Behörden an; die Girondisten erreichten die Einsetzung einer Untersuchungskommission. Wenn man unter Föderalismus ihren Hass auf die Pariser Behörden und die Zuflucht zu den Departements in der Provinz versteht, dann war er ihre konstanteste, einheitstiftende Idee.

### Legalismus
Die gleiche Zweideutigkeit wie in ihrer Beziehung zum Hof hatten die Girondisten in ihrem Verhältnis zur Legalität. Sie hatten den revolutionären Aufstand vom 20. Juni 1792 nicht initiiert, aber sie haben ihn ausgenutzt. Den Volksaufstand vom 10. August haben sie vorbereitet und sich zu ihm bekannt. Angesichts der Septembermorde reagierten sie wie alle Parlamentarier entsetzt, aber sie versuchten dieses Massaker zu relativieren und als eine Art von Volksjustiz zu minimalisieren. 1793 standen sie dann angesichts der Agitation der Sansculotten auf der Seite des Legalismus. Aber bei ihrem Angriff auf Marat im April 1793 kümmerte es sie nicht, dass dieser Konventsabgeordneter war. Die Zustimmung der Girondisten zu Ausnahmeregelungen war von der Situation abhängig und durch Opportunismus bestimmt.

### Wirtschaftsliberalismus
Wirtschaftsliberalismus war für die Girondisten kein Dogma: Auf dem Gebiet des Außenhandels vertraten sie den Protektionismus und während der Wirtschaftskrise im Frühjahr 1792 schlug Fauchet dirigistische Maßnahmen vor. Die ökonomische Auffassung der Girondisten entsprach der des Konvents, der alle Forderungen zur Taxation (behördliche Festsetzung des Brot- und Mehlpreises) noch im Februar 1793 zurückwies.

### Krieg
Vom Dezember 1791 an hatte Brissot die Idee, durch einen kurzen, auf den Kontinent beschränkten Krieg die Feuillants auszuschalten und den König in die Enge zu treiben. Unter den Girondisten gab es Skeptiker (Fauchet) und Zauderer (Guadet, Gensonné), die sich erst spät der Kriegsidee anschlossen, aber auch in der Bergpartei blieb Robespierre als Kriegsgegner ziemlich allein. Der Wille zum Krieg charakterisiert nicht nur die girondistische Gruppe, sondern die gesamte patriotische Linke. Trotzdem hat die Diskussion in dieser Sache das Gefühl hinterlassen, dass sich die Gironde durch den Krieg definiert. Dies führte zum Bild einer blinden Girondistenpartei und einer klarsichtigen Partei der Montagnards. Die Serie der Niederlagen im Frühjahr 1793 und der Verrat von General Dumouriez, einem Freund Brissots, beschleunigte ihr baldiges Ende.

### Konfrontation
Der den Konvent beherrschende Konflikt zwischen Girondisten und Montagnards war nicht durch soziale Unterschiede zwischen den beiden Gruppierungen bestimmt, sondern es war ein Zusammenstoß von starken Persönlichkeiten im Kampf um die Macht. In der Kriegsfrage argumentierte Robespierre gegen Brissot. Hier kündigt sich das spätere Auseinanderbrechen der patriotischen Linken an. Im Prozess gegen den König standen Robespierre und Saint-Just mit ihren Argumenten allein und Robespierre abermals in der Wirtschaftskrise vom Frühjahr 1793. In ihrem Kampf um die Herrschaft im Konvent suchten die beiden Parteiführer jede Gelegenheit zur Konfrontation.

### Revolution
Die Idee, die die Girondisten nach dem 10. August 1792 am stärksten verband, war die von der Beendigung der Revolution. Nach seinem Ausschluss aus dem Jakobinerklub im Oktober 1792 erklärte Brissot, dass von den drei notwendigen Revolutionen nur noch die dritte blieb: der Kampf gegen die Anarchie. Vergniaud unterteilte im März 1793 den Konvent in eine Gruppe, die die revolutionäre Unruhe schüren will, die Bergpartei nämlich, und in eine andere, die den Zeitpunkt für gekommen hält, die Revolution zu beenden. Damit gewann die Gironde Sympathisanten im Konvent, die ihr vier Tage vor ihrem Sturz bei der Abstimmung über die Wiedereinführung der Zwölfer-Kommission zu einer Mehrheit verhalfen. Die beiden letzten namentlichen Abstimmungen im Konvent – die Abstimmung gegen Marat und für die Wiedereinsetzung der Zwölfer-Kommission – zeigen eine homogene girondistische Gruppe: die Gironde, fast eine große Partei.